# اختلال هذیان
اختلال هذیان (انگلیسی: Delusional disorder) یک بیماری روانی عموماً نادر است که در آن فرد دچار پرت‌گویی می‌شود اما بدون همراهی با توهم، اختلال تفکر، اختلال خلقی یا سطحی شدن عاطفه (flat affect). هذیان می‌تواند از نظر محتوا عجیب و غریب یا غیر عجیب باشند. هذیان غیر عجیب (آشنا) باورهای غلط ثابت، شامل موقعیت‌هایی است که در زندگی واقعی اتفاق می‌افتد، مانند آسیب یا مسمومیت. جدا از هذیان یا هذیان‌هایشان، افراد مبتلا به اختلال هذیان ممکن است به صورت عادی به معاشرت و عملکرد خود ادامه دهند و رفتار آن‌ها لزوماً عجیب به نظر نمی‌رسد. اگرچه دل‌مشغولی با ایده‌های هذیانی می‌تواند برای زندگی کلی آن‌ها اختلال ایجاد کند.
برای تشخیص این بیماری، توهم شنوایی و بینایی نباید برجسته باشد، گرچه توهمات بویایی یا لمسی مربوط به محتوای هذیان ممکن است وجود داشته باشد. همچنین هذیان نباید ناشی از اثرات یک دارو یا بیماری جسمی باشد و اختلال هذیان را نمی‌توان در فردی که قبلاً به درستی اسکیزوفرنی تشخیص داده شده‌است، به عنوان تشخیص در نظر گرفت. فرد مبتلا به اختلال هذیان ممکن است در زندگی روزمره از عملکرد بالایی برخوردار باشد. متاآنالیزهای اخیر و جامع مطالعات علمی به ارتباط بین بدتر شدن ضریب هوشی در بیماران روانی، به ویژه استدلال ادراکی اشاره دارد.
به گفته روان‌پزشک آلمانی امیل کراپلین، بیماران مبتلا به اختلال هذیانی همواره منسجم، معقول و منطقی می‌مانند. دفترچه راهنمای تشخیصی و آماری اختلالات ذهنی (DSM) شش زیر گروه از این اختلال را مشخص می‌کند که شامل این موارد می‌باشد:
اروتومانیک (معتقد است که کسی با موقعیت بالاتر و جایگاه ویژه عاشق آن‌هاست)،
نوع خود بزرگ بینی (معتقد است که آن‌ها بزرگ‌ترین، قوی‌ترین، سریعترین، ثروتمندترین یا باهوش‌ترین فرد هستند)،
حسادت (معتقد است که شریک عشق به آن‌ها خیانت می‌کند)
آزار و اذیت (هذیان مبنی بر اینکه شخصی که فرد به او نزدیک است مورد بدرفتاری قرار می‌گیرد)
جسمی (اعتقاد دارد که آن‌ها یک بیماری یا شرایط پزشکی دارند)
و مختلط، یعنی داشتن بیش از یک زیرگروه. هذیان همچنین به عنوان علائم بسیاری از اختلالات روانی، به ویژه سایر اختلالات روان‌پریشی رخ می‌دهد.
و روانشناسان بر این باورند که اعتقادات شخصی باید با احترام زیادی به تفاوت‌های فرهنگی و مذهبی ارزیابی شود، زیرا برخی از فرهنگ‌ها اعتقادات گسترده‌ای را پذیرفته‌اند که ممکن است در فرهنگ‌های دیگر هذیان تلقی شود.

## علائم و نشانه‌ها
اختلال هذیانی وجود یک یا چند هذیان در مدت حداقل یک ماه است و اگر توهمی هم وجود داشته باشد، برجسته نبوده و با موضوع هذیان‌ها در ارتباط است.
به‌غیراز تأثیرات هذیان‌ها و عواقب ناشی از آن عملکرد و رفتار به‌طور محسوسی عجیب و مختل نیست. اگر دوره‌های افسردگی و شیدایی در فرد دیده شود نسبت به زمان هذیان‌ها کوتاه‌تر است. منشأ هذیان‌ها مواد یا سوءمصرف دارو نیست. همچنین این هذیان‌ها در ارتباط با بدشکل انگاری بدن یا ناشی از وسواس فکری عملی نیست.
اختلال هذیانی با اسکیزوفرنی و اختلالات خلقی ارتباطی ندارد. نادر است، شروع آن دیر هنگام‌تر از اسکیزوفرنی است و غلبه جنس مؤنث کمتری به نسبت اختلالات خلقی در آن دیده می‌شود.

## علل
علت اختلال هذیان ناشناخته است، اما عوامل ژنتیکی، بیوشیمیایی و محیطی ممکن است نقش مهمی در توسعه آن داشته باشند. برخی از افراد مبتلا به اختلالات هذیان ممکن است عدم تعادل در انتقال دهنده‌های عصبی، مواد شیمیایی موجود در پیام‌ها به مغز را داشته باشند. به نظر می‌رسد که برخی از مؤلفه‌های خانوادگی وجود داشته باشد و مهاجرت (عموماً به دلایل آزار و اذیت)، سوءمصرف مواد مخدر، استرس بیش از حد، ازدواج، شاغل بودن، وضعیت اقتصادی پایین اجتماعی، دشمنی در بین مردان و بیوه بودن زنان نیز ممکن است. عوامل خطرزا باشید. در حال حاضر، تصور می‌شود که اختلال هذیان در همان طیف یا ابعاد اسکیزوفرنی قرار دارد، اما به‌طور کلی افراد دارای اختلال هذیان، علائم و ناتوانی عملکردی کمتری دارند.

## درمان
یک چالش در درمان اختلالات هذیان این است که بیشتر بیماران بینش محدودی دارند و اذعان نمی‌کنند که مشکلی وجود دارد. بیشتر بیماران به عنوان بیماران سرپایی تحت درمان قرار می‌گیرند، اگرچه در صورت وجود خطر آسیب به خود یا دیگران ممکن است بستری شدن در بیمارستان مورد نیاز باشد. روان درمانی فردی بیشتر از روان درمانی گروهی توصیه می‌شود، زیرا بیماران اغلب مشکوک و حساس هستند.